# 고쇼쿠시
고쇼쿠시(일본어: 更埴市)은 일본 나가노현의 북부에 위치했던 시이다. 2003년 9월 1일에 사라시나군 가미야마다정, 하니시나군 도구라정과 합병해 지쿠마시가 되어 폐지되었다.

## 역사
- 1959년 6월 1일  - 하니시나군 야시로정, 하뉴정 사라시나군 이나리야마정, 야와타촌이 합병해 성립하였다.
- 2003년 9월 1일 - 사라시나군 가미야마다정, 하니시나군 도구라정과 합병해 지쿠마시가 성립하였다. 동일 고쇼쿠시는 폐지되었다.

## 역대 시장
- 초대 - 기타무라 마사토 (北村匡登) 1959년 7월 11일 - 1963년 7월 10일
- 2대 - 와카바야시 쥬이치 (若林忠一) 1963년 7월 11일 - 1967년 7월 10일
- 3대 - 사카구치 노보루 (坂口登) 1967년 7월 11일 - 1970년 3월 12일
- 4대 - 카라키다 이네지로 (唐木田稲治郎) 1970년 3월 29일 - 1978년 3월 28일
- 5대 - 이나다마 사다오 (稲玉貞雄) 1979년 3월 28일 - 1989년 2월 25일
- 6대 - 미야자카 히로토시 (宮坂博敏) 1989년 2월 26일 - 2003년 8월 31일

## 교통

### 철도
- 동일본 여객철도 시노노이 선
- 시나노 철도 시나노 철도선
- 나가노 전철 야시로 선

### 도로
- 나가노 자동차도
  - 오바스테SA - 고쇼쿠IC - 고쇼쿠JCT
- 조신에쓰 자동차도
  - 고쇼쿠IC
- 국도 18호선
- 국도 403호선